# Hans Källner
Hans Källner (* 9. Oktober 1898 in Kattowitz; † 18. April 1945 bei Sokolnitz) war ein deutscher Generalleutnant im Zweiten Weltkrieg.

## Leben
Källner trat am 6. Juni 1915 während des Ersten Weltkriegs als Freiwilliger in das Jäger-Regiment zu Pferde Nr. 11 ein. Am 13. Oktober 1915 wurde er zunächst zum Kavallerie-Ersatz-Regiment des II. Armee-Korps und 14 Tage später zur motorisierten Ersatz-Eskadron des Jäger-Regiments zu Pferde Nr. 11 überwiesen. Dort folgte am 28. April 1916 seine Beförderung zum Gefreiten und am 2. Dezember 1916 die Versetzung in das Reserve-Dragoner-Schützen-Regiment Nr. 13. Nachdem er dort im April Unteroffizier sowie im September 1917 Vizewachtmeister geworden war, folgte am 16. Oktober 1917 die Beförderung zum Leutnant der Reserve. Als solcher kam Källner am 29. April 1918 in das 2. Masurische Infanterie-Regiment Nr. 147 und war ab 4. Juni 1918 Nachrichtenoffizier beim Stab des II. Bataillons. Zugleich kommandierte man ihn vom 12. bis 25. August 1918 zu einem Lehrgang an der Heeresgasschule Berlin. Das Kriegsende erlebte er bei seinem Regiment an der Westfront. Nach dem Rückmarsch in die Heimat und der dortigen Demobilisierung wurde Källner am 6. Januar 1919 aus dem Militärdienst entlassen.
Er schloss sich dann vom 13. Februar 1919 bis 1. Mai 1920 einem Freikorps an, das sich aus dem Personal des ehemaligen Dragoner-Regiments „von Bredow“ (1. Schlesisches) Nr. 4 rekrutierte. Danach bemühte er sich um die Aufnahme in den Polizeidienst und war am 21. Oktober 1920 als Leutnant bei der Polizeistaffel Lublinitz. Es folgten Verwendungen in Oppeln und Gleiwitz bis 1926. Von 1926 bis 1935 war er Ausbilder an der Polizeischule in Potsdam-Eiche.
Am 15. August 1935 wurde Källner in das Heer der Wehrmacht übernommen und diente im Kavallerie-Regiment 18. Als Kommandeur der Aufklärungs-Abteilung der 11. Infanterie-Division nahm er zu Beginn des Zweiten Weltkriegs am Polen- und Westfeldzug teil. Zu Beginn des Russlandfeldzuges wurde er Kommandeur des Schützen-Regiments 73. Ab 15. April 1943 befand Källner sich in der Führerreserve und wurde dort vom 3. bis 29. Mai 1943 zum Divisionsführer-Lehrgang nach Berlin kommandiert. Man beauftragte ihn dann am 18. August 1943 mit der Führung der 19. Panzer-Division und ernannte ihn am 1. November 1943 unter gleichzeitiger Beförderung zum Generalmajor zu deren Kommandeur. Als Generalleutnant (seit 1. Juni 1944) beauftragte man Källner kurz vor Kriegsende noch mit der Führung des XXIV. Panzerkorps. In dieser Position fiel er am 18. April 1945 in der Nähe von Brünn.

## Auszeichnungen
- Eisernes Kreuz (1914) II. und I. Klasse
- Verwundetenabzeichen (1939) in Silber
- Sturmabzeichen
- Medaille Winterschlacht im Osten 1941/42
- Deutsches Kreuz in Gold am 18. Oktober 1941[1]
- Ritterkreuz des Eisernen Kreuzes mit Eichenlaub und Schwertern[1]
  - Ritterkreuz am 3. Mai 1942
  - Eichenlaub am 14. Februar 1944 (392. Verleihung)
  - Schwerter am 23. Oktober 1944 (106. Verleihung)